# Charles Seely (2e baronnet)
Charles Hilton Seely (7 juillet 1859-26 février 1926) est un industriel britannique, propriétaire foncier et homme politique unioniste libéral (plus tard Parti libéral) qui est député de Lincoln de 1895 à 1906 et de Mansfield de 1916 à 1918. Il est juge de paix pour le Hampshire et le Nottinghamshire et lieutenant adjoint pour le Nottinghamshire. Il est également chevalier de grâce de l'ordre de Saint-Jean .Il a pour titre celui de 2e baronnet.

## Jeunesse
Seely est né à Mansfield, Nottinghamshire, le fils aîné de Charles Seely (1833–1915), un industriel et grand propriétaire foncier à la fois dans le Nottinghamshire et sur l'île de Wight . Il fait ses études à Harrow School et à Trinity College, Cambridge et hérite des domaines familiaux à Sherwood Lodge dans le Nottinghamshire et à Gatcombe dans l'île de Wight.

## Carrière politique
Seely est un unioniste libéral au début de sa carrière politique. Il se présente pour la première fois aux élections législatives aux élections générales de 1886, à Mid Derbyshire. Il se présente à Rushcliffe aux élections de 1892 sans succès, mais remporte un siège à Lincoln aux élections de 1895, que son grand-père Charles Seely avait représenté jusqu'en 1885 en tant que libéral. Il est réélu en 1900 avec le soutien des conservateurs. Cependant, en février 1904, il perd le soutien de l'Association conservatrice et libérale locale en raison de son soutien au libre-échange. Les conservateurs désignent Henry Page Croft comme candidat à la place de Seely, qui se présente aux élections générales de 1906 comme candidat au libre-échange.
Malgré cet échec, il se présente de nouveau à Lincoln aux élections générales de janvier 1910 en tant qu'unioniste libéral en faveur du libre-échange et est de nouveau face à un libéral et un conservateur. Cette fois, il termine à la troisième place et ne se représente pas au Parlement pendant encore six ans. Il occupe le poste de haut shérif du Nottinghamshire en 1912.
Il est le candidat du Parti libéral lors d'une élection partielle en septembre 1916 dans la circonscription de Mansfield du Nottinghamshire et est élu . Aux élections générales de 1918, après des changements de limites, il se présente dans la nouvelle circonscription de Broxtowe du Nottinghamshire, mais le siège est remporté à une large majorité par le candidat du Parti travailliste. Seely n'a plus représenté le Parlement .
Seely est lieutenant-colonel dans le 5e (île de Wight, "Princess Beatrice′s") Bataillon de volontaires, Hampshire Regiment, et reçoit la décoration des officiers volontaires (VD) le 15 août 1902.

## Famille
Seely fait partie d'une famille d'hommes politiques, d'industriels et de propriétaires terriens importants. Son grand-père Charles Seely (1803-1887), son père Charles Seely (1er baronnet), son jeune frère John Edward Bernard Seely, 1er baron Mottistone et son fils Sir Hugh Seely (1er baron Sherwood) sont tous membres du Parlement. Son oncle est l'ingénieur civil, homme d'affaires et homme politique Sir Francis Evans (1er baronnet).
Seely épouse Hilda Lucy Grant, petite-fille du célèbre inventeur Sir Thomas Tassell Grant (en) en 1891, et ils ont six enfants:
- Violet Lucy Emily Seely (1892-1979), qui épouse le Wentworth Beaumont petit-fils du 5e marquis de Londonderry [4]. Le petit-fils de Violet est George William Beaumont Howard, l'actuel et 13e comte de Carlisle dont le siège principal de la famille est Castle Howard.
- Charles Grant Seely (1894–1917), tué au combat pendant la Première Guerre mondiale lors de la Seconde bataille de Gaza, et commémoré dans l'église St Olave, à Gatcombe, sur l'île de Wight [5].
- Hugh Seely, devenu député et ministre du gouvernement
- Ivy Angela Seely (née en 1898)
- Victor Basil John Seely (1900-1980), qui hérite du titre de baronnet à la mort de son frère Hugh, et dont le fils Nigel Edward Seely (né en 1923) est le 5e baronnet Seely
- Nigel Richard William Seely (1902-1943) qui épouse Isabella Elinor Margarete von Rieben. Il est tué au combat pendant la Seconde Guerre mondiale et est enterré à l'église St Mary, Brook sur l'île de Wight [6]. Leur fils Hilton Nigel Matthew Seely épouse en 1971 Leonie Mary Taylor, fille du brigadier George Taylor.

Charles Seely est décédé à Basford à l'âge de 66 ans.